# Unterlohe (Harsdorf)
Unterlohe (oberfränkisch: Unde-loh) ist ein Gemeindeteil der Gemeinde Harsdorf im Landkreis Kulmbach (Oberfranken, Bayern). Unterlohe liegt in der Gemarkung Harsdorf.

## Geographie
Der Weiler liegt am Rande des breiten Talbeckens der Trebgast. Unmittelbar nördlich befindet sich ein bewaldeter Hang, der zu einem Höchplateau ansteigt. Ein Anliegerweg führt nach Harsdorf zur Staatsstraße 2183 (0,6 km südlich).

## Geschichte
Unterlohe gehörte zur Realgemeinde Harsdorf und lag im Fraischbezirk des bayreuthischen Stadtvogteiamtes Kulmbach. 1780 wurde der Ort erstmals namentlich erwähnt und das Anwesen als Söldengut beschrieben. Der Flurname Lohe bezeichnet ein Waldgebiet.
Von 1797 bis 1810 unterstand der Ort dem Justiz- und Kammeramt Kulmbach. Mit dem Gemeindeedikt wurde Unterlohe dem 1811 gebildeten Steuerdistrikt Harsdorf und der 1812 gebildeten gleichnamigen Ruralgemeinde zugewiesen.

### Einwohnerentwicklung
| Jahr      | 001818 | 001861 | 001871 | 001885 | 001900 | 001925 | 001950 | 001961 | 001970 | 001987 |
| Einwohner | *      | 16     | 16     | 9      | 9      | 9      | 15     | 10     | 8      | 5      |
| Häuser    | *      |        |        | 2      | 2      | 2      | 2      | 2      |        | 3      |
| Quelle    | [ 8 ]  | [ 11 ] | [ 12 ] | [ 13 ] | [ 14 ] | [ 15 ] | [ 16 ] | [ 17 ] | [ 18 ] | [ 1 ]  |

## Religion
Unterlohe ist evangelisch-lutherisch geprägt und nach St. Martin (Harsdorf) gepfarrt.